# Ottenthal
Ottenthal je obec v okrese Mistelbach v Dolních Rakousích. Žije zde 530 obyvatel.

## Geografie
Ottenthal leží na severním okraji Weinviertelu (Vinné čtvrti) v Dolních Rakousích. Výměra obce činí 15,46 kilometrů čtverečních, z čehož 87 % tvoří zemědělská půda, 2 % zahrady, 1 % vinice a 5,17 % území pokrývají lesy.

### Části obce
Obec sestává ze dvou katastrálních území:
- Guttenbrunn (118 obyvatel)
- Ottenthal (412 obyvatel)

### Sousední obce
Na severu obec sousedí s Českou republikou, na východě s obcí Drasenhofen, na jihu s obcí Falkesntein a na západě s obcí Wildendürnbach.

## Historie
V závěrečné fázi druhé světové války a při osvobozování Rakouska nedošlo v Ottenthalu k významným bojovým střetům, obyvatelstvo ale čelilo násilnostem ze strany vojáků Rudé armády. 22. dubna 1945 vtrhli do obce sovětští vojáci poté, co byla předchozí noc zasažena zápalnými bombami, při čemž shořely dvě obytné budovy a zahynulo pět civilistů. Po ubytování vojáků bylo několik místních obyvatel, kteří se snažili ochránit své dcery před znásilněním, zavražděno. Obec zůstala pod okupací Rudé armády až do konce května 1945, poté místní obyvatelé trpěli nájezdy českých partyzánů.

### Vývoj počtu obyvatel
| Rok            | 1869  | 1880  | 1890  | 1900  | 1910  | 1923  | 1934  | 1939  | 1951 | 1961 | 1971 | 1981 | 1991 | 2001 | 2011 | 2021 |
| -------------- | ----- | ----- | ----- | ----- | ----- | ----- | ----- | ----- | ---- | ---- | ---- | ---- | ---- | ---- | ---- | ---- |
| Počet obyvatel | 1 094 | 1 141 | 1 116 | 1 183 | 1 184 | 1 137 | 1 051 | 1 008 | 932  | 826  | 768  | 679  | 656  | 626  | 588  | 537  |

## Památky
- Katolická farní kostel sv. Martina
- Katolická kaple sv. Františka v Guttenbrunnu
- Chráněná oblast Zeiserlberg, nacházející se západně od obce, představuje jediné známé stanoviště katránu tatarského (Tátorján-Meerkohl) v Rakousku. Tento druh je reliktem poslední doby ledové a jeho hlavní rozšíření se nachází ve stepích severně od Černého moře. Nejbližší další výskyt je doložen na jižní MoravěPřírodní oblast Zeiserlberg

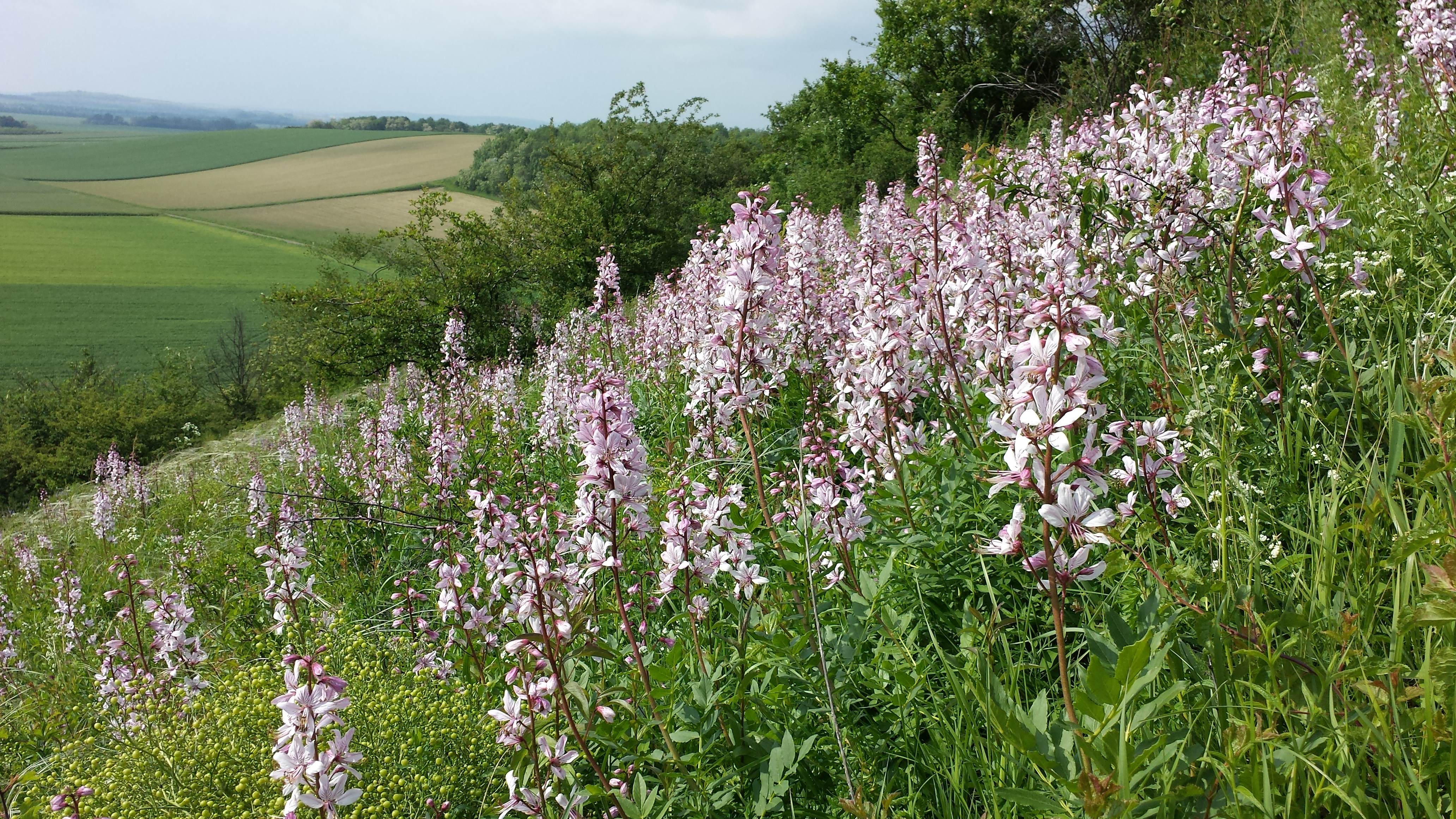
Přírodní oblast Zeiserlberg

## Politika
Starostou obce je od roku 2010 Erwin Cermak, člen Rakouské lidové strany (ÖVP). Po posledních volbách do zastupitelstev obcí v Dolních Rakousech 2020, má místní rada 13 členů za stranu ÖVP a 2 členy za SPÖ.

## Významní rodáci
- Peter Brukner (1747–1825) – provinciál českomoravské provincie piaristického řádu, ředitel kroměřížského gymnázia
- Wilhelm "Duke" Jezek (1941–2009) – spisovatel, malíř a hudebník, od 1977 učitel angličtiny, hudby, výtvarné výchovy
- Pavel Christian Jezek (* 1963) – spisovatel, zakladatel hospodářských novin (1995) a šéfredaktor "NEW BUSINESS"
- Jennifer Kresitschnig (* 1976) – spisovatelka, autorka knih Unklar, Auf der Suche nach dem geheimnisvollen Drachen, Lilly und Nikolas in Kärnten, Anne von Rien. Das große Turnier, Das Knuffale.